# Trận Amiens (1918)
Trận Amiens, tức là cuộc Tổng tiến công Amiens, còn được gọi là Trận Picardie lần thứ ba  hoặc là Trận Montdidier theo cách gọi của người Pháp, là một trong những trận đánh nổi tiếng nhất của cuộc Chiến tranh thế giới thứ nhất. Diễn ra từ ngày 8 cho đến ngày 11 tháng 8, trận đánh Amiens là chiến thắng hết sức lớn lao của quân lực Hiệp Ước (bao gồm 32 vạn quân sĩ, trong đó có Tập đoàn quân thứ tư của Anh do Trung tướng Henry Rawlinson chỉ huy và Tập đoàn quân thứ nhất của Pháp do Trung tướng Marie-Eugène Debeney chỉ huy) dưới quyền Thống chế Ferdinand Foch trước quân lực Đế chế Đức (gồm 3 vạn quân sĩ, có Tập đoàn quân thứ hai do Trung tướng Georg von der Marwitz và Tập đoàn quân thứ mười tám do Trung tướng Oscar von Hutier chỉ huy) dưới quyền Trung tướng Erich Ludendorff, giáng một đòn sấm sét vào lực lượng Quân đội Đức. Quân đội Đế quốc Anh, nhất là quân Úc và quân Canada, đóng vai trò chính yếu hơn cả cho thắng lợi quyết định này. Không những được xem là một trong những chiến thắng lớn nhất trong cuộc Chiến tranh thế giới lần thứ nhất, trận Amiens có những ý nghĩa rất lớn về mặt chiến lược. Như một chiến thắng lớn lao đầu tiên của quân khối Hiệp Ước kể từ sau khi họ giành lấy thế thượng phong, thắng lợi to tát tại Amiens đã báo hiệu sự chuyển đổi tình thế, theo đó củng cố quyền chủ động của quân Hiệp Ước trong suốt cuộc chiến. Với tư cách là một chiến bại nặng nề nhất của Trung tướng Ludendorff (theo chính nhận định của ông), chiến thắng lẫy lừng của quân Anh tại trận này đã mở đầu cho sự sụp đổ hoàn toàn của quân Đức trong cuộc Đại chiến, và sau đại bại chính ông cũng cảm thấy cuộc chiến cần phải chấm dứt chiến sự. Như một trong những trận thắng quyết định nhất trong lịch sử nước Anh, chiến thắng vẻ vang này được ghi dấu là thắng lợi lớn nhất của quân lực Anh trong cuộc Đại chiến thứ nhất, với một cuộc tấn công ào ạt bằng xe tăng của Anh Quốc hoàn toàn xuyên suốt và hủy diệt quân Đức. Ngoài ra, sự dẫn đầu của quân Úc và quân Canada trong chiến thắng lừng vang này cho thấy tầm hệ trọng của các lực lượng tự trị trong Đế quốc Anh đối với cơn Đại chiến. Phần lớn cuộc thoái binh của bại binh Đức diễn ra vào ngày đầu (8 tháng 8). Đòn giáng đau điếng của người Anh nhằm vào người Đức này trở nên chiến tích chọc thủng đầu tiên trên Mặt trận phía Tây kể từ năm 1914. Do vai trò quyết định của ông trong chiến thắng vẻ vang này, Trung tướng Úc là John Monash được Quốc vương nước Anh là George V phong làm Hiệp sĩ không lâu sau đại thắng. Trận thua tại Amiens mang lại ảnh hưởng xấu không chỉ cho nước Đức mà cả khối Liên minh Trung tâm, củng cố niềm tin của Bộ Tổng Tham mưu Đức về sự suy nhược của sĩ khí, quân thanh kể từ sau chiến bại trong trận Marne năm 1918. Chiến thắng gây ấn tượng rất cao và quyết định của các chiến sĩ Anh tại Amiens chính là một bước ngoặt cho cuộc chiến, là đòn giáng chứng tỏ quân lực Anh đã hồi phục mãnh miệt sau cuộc Tổng tiến công Xuân 1918 của Đức, là sự kiện hoàn toàn định đoạt và mở màn cho cuộc Tổng tấn công Một trăm ngày, trong đó quân Hiệp Ước liên tiếp đánh bại quân Đức, sức chiến đấu của người Đức dần dần sụt giảm.
Sau khi thất bại của quân Đức trong cuộc Tổng tấn công Mùa xuân 1918 và thắng lợi lớn lao của liên quân Pháp - Mỹ trong trận phản công sông Marne vào tháng 7 năm 1918, phe Hiệp Ước tiếp tục tổ chức Chiến dịch tấn công tại Amiens. Theo kế hoạch của Thống chế Anh Quốc là Douglas Haig, Tập đoàn quân thứ tư của Anh (trong đó có các Sư đoàn Anh, Úc, Canada và Hoa Kỳ) sẽ dẫn đầu cuộc tiến công này. Lực lượng Viễn chinh Anh của Haig tiên phong trong khi Foch cũng ra lệnh cho quân Pháp - nằm dưới quyền chỉ đạo chiến lược của Haig - tấn công bên sườn phải quân Haig. Kế hoạch đánh lừa quân Đức của phe Hiệp Ước cũng đã thành công. Quân Anh do Trung tướng Rawlinson chỉ huy thình lình xông pha đánh úp quân Đức gần Amiens; mở đầu trận chiến là một hàng rào pháo di động xuất hiện phía trước quân Đức, và cỗ đại pháo Anh - Pháp đã nhằm vào các cứ điểm quân Đức, báo hiệu ngày đen tối cho Quân đội Đức. Sương mù đầu trận là một yếu tố dẫn tới thắng lợi lớn cho người Anh. Các chiến sĩ Anh dưới quyền ba Tướng Arthur Currier, John Monasch và Richard Butler đã vượt qua vùng không người. Liên quân Úc và Canada phá tan các dây thép gai, ngập tràn các chiến hào, làm vô hiệu hóa sự phòng vệ của quân Đức, hoàn toàn đạt lợi thế bất ngờ về chiến thuật. Lực lượng Pháo binh Anh đã làm câm tịt các hỏa điểm của Đức, trong khi các xe tăng yểm trợ cho lực lượng Bộ binh xông pha mãnh liệt đánh tan quân Đức. Tuyến quân Đức đầu tiên bị chọc thủng trước khi họ có thể phòng vệ. Không những Pháo binh Đức bị tiêu hủy, liên lạc của quân Đức thì bị cắt tuyệt, sáu Sư đoàn Đức bị tiêu diệt - một sự suy sụp quá toàn diện đến mức quân Đức khi triệt binh khỏi trận địa luôn không để cho lực lượng Dự bị khôi phục trận đánh. Giữa cuộc chiến, cho dầu sự kháng cự dũng mãnh và quyết liệt của quân Đức gây khó khăn và tổn thất nặng nề cho quân Canada, các chiến sĩ Canada đã làm nên chiến thắng hết sức lớn lao, ho tiêu diệt được nhiều Trung đoàn Đức. Trong khi chưa hề kháng cự được gì, hàng trăm binh sĩ Đức phải đầu hàng quân Anh. Thừa thắng, các xe tăng Anh xông lên phá tan mọi ý định phản công của lực lượng Dự Bị Đức. Dẫu cho các xe tăng Anh bị tổn thất rất nặng trong cuộc chiến, hàng phòng vệ của quân Đức đã bị quét sạch. Ngoại trừ cánh trái của Rawlinson là Binh đoàn III của Anh chiến đấu không hiệu quả lắm và bị chặn đứng ở Chilpilly Spur, các phòng tuyến trực diện của Đức bị tan nát mây trôi. Bản thân Binh đoàn III cũng giành thắng lợi nhỏ nhoi. Ngoài, vào lúc 9 giờ sáng hôm ấy, lực lượng Kỵ binh Anh cũng lập được chiến tích lớn đầu tiên kể từ khi cuộc Đại chiến nổ ra, họ đã tóm gọn được một dãy xe quân lương Đức đang tháo chạy. Họ cũng truy đuổi hai chiếc xe lửa Đức chứa quân tiếp viện, diệt gọn và bắt sống toàn bộ số quân này. Lực lượng Không quân Hoàng gia Anh vốn cũng đã làm hư hại hai xe lửa này. Chiến thắng vang dội trong ngày 8 tháng 8 của quân Úc và quân Canada được xem là do tính bất ngờ, sức chiến đấu và hỏa lực của lực lượng Bộ Binh, số lượng lớn xe tăng và khả năng của liên quân Úc - Canada trong việc phản kích các khẩu đội pháo Đức. Quân Anh thắng lớn với tổn thất ít hơn hẳn quân Đức, bước tiến của họ trải vô cùng dài và giải phóng mấy ngôi làng Pháp. Trong cả ngày giao tranh, có khi cả nhóm lính Đức phải đầu hàng chỉ một chiến sĩ Anh.
Quân Anh cũng giải phóng các xã Pháp, bắt được vô số tù binh Đức, trong khi đội Kỵ binh của Tướng Charles Kavanagh thì thọc sâu và chọc thủng đường hỏa xa của Đức. Các Sĩ quan Tham mưu của Đức đều bị quân Anh bắt được. Quân Đức bị thua trận tan tành còn hơn quân Anh khi thảm bại trong Chiến dịch Michael hồi đầu năm 1918, khiến Thống chế Foch vui mừng tin chắc Amiens đã nằm trong tay khối Hiệp Ước. Với đại thắng toàn diện của mình, người Úc và người Canada hoàn tất mọi mục tiêu. Amiens thoát khỏi hiểm nguy, đường sắt Paris - Amiens đã được giải phóng khỏi quân Đức. Không những quân Anh thắng to mà quân Pháp cũng giành thắng lợi nhỏ nhoi hơn, vài ngôi làng được quân Pháp giải phóng. Cuộc chiến đấu mãnh liệt của Quân đội Đức gây cho địch rắc rối, song quân Pháp cũng bắt được rất nhiều tù binh. Sau chiến thắng toàn diện của Rawlinson, vào ngày 9 tháng 8 năm 1918, liên quân Anh - Mỹ tiếp tục giành thắng lợi, buộc người Đức phải triệt thoái. Chiến thắng này biểu dương lòng quả cảm của Sư đoàn Mỹ tham gia chiến đấu; bên cạnh thắng lợi vẻ vang của liên quân Anh - Mỹ, Tướng Georges Humbert của Pháp chiếm thêm đất và quân Pháp hoàn tất cuộc vây bọc Montdidier. Vào ngày 10 tháng 8 năm 1918, quân Kỵ binh Anh cùng quân Úc, quân Canada lại chiến thắng, trong khi quân Pháp chiếm được Montdidier. Quân Hiệp Ước xuyên thủng 14 Sư đoàn của Marwitz và xe tăng của họ cũng đánh cho quân Đức phải chạy dài. Sau bốn ngày ác chiến, quân Hiệp Ước chiến thắng đã chiếm lĩnh được bãi chiến địa hoang vu của trận sông Somme đẫm máu hồi năm 1916. Quân càng thêm thất thế, nhưng tại Somme, họ quyết tâm kháng trả, và Trung tướng Von Hutier đánh bật được quân Pháp của Humbert vào ngày 8 tháng 11 năm 1918. Khi ấy, Haig chấm dứt trận đánh do đã hoàn toàn đạt được mục tiêu, chiến lược của Foch đã toàn thắng trong chiến thắng lớn nhất của khối Hiệp Ước kể từ sau trận sông Marne lần thứ nhất (1914), Nỗ lực phản công của Bộ Tổng Tham mưu Đức đã hoàn toàn thất bại. Hutier và Marwitz rút về phòng tuyến của họ trước năm 1918. Đại tướng Rawlinson - như một người ủng hộ đương thời của đường lối chiến tranh mới, đã lập được thắng lợi hiển hách ban đầu cho cuộc Tổng tiến công của khối Hiệp Ước.

## Bối cảnh lịch sử
Trong suốt từ năm 1915 cho tới năm 1917, cục diện "Chiến tranh Hầm hào" diễn ra bế tắc trên Mặt trận Pháp - Đức trong cuộc Chiến tranh thế giới lần thứ nhất. Quân Đức thường thắng, nhưng cũng không thể chọc thủng nổi phòng tuyến của quân Đồng minh Anh - Pháp. Vào năm 1917, cuộc tiến công ào ạt bằng xe tăng của quân Anh trong trận Cambrai đã mang lại chiến thắng vang dội cho người Anh, nhưng một cuộc phản công ác liệt của quân Đức cũng bằng xe tăng đã đánh tan tác quân Anh. Sau trận đó, cả Thống chế Douglas Haig của Anh và Trung tướng Erich Ludendorff đều nhận thấy tầm hệ trọng của các chiến xa. Ngoài ra, năm ấy xảy ra một sự kiện quyết định cho khối Hiệp Ước: Hoa Kỳ tuyên chiến với nước Đức. Do đó, đầu năm 1918, Ludendorff phát động cuộc Tổng tiến công Mùa Xuân năm ấy, nhằm chấm dứt tình hình bế tắc trên Mặt trận Pháp - Đức trước khi quân Mỹ đổ bộ được nhiều đất Pháp. Ông mở đầu cuộc Tổng tiến công này bằng Chiến dịch Michael gần Amiens (nước Pháp), và giành chiến thắng lớn về mặt chiến thuật trước quân Anh vào tháng 3 năm 1918. Thua to, khối Hiệp Ước phải cử Đại tướng Pháp là Ferdinand Foch làm Đại Thống chế, chức Tổng tư lệnh tối cao của quân lực khối Hiệp Ước vào ngày 26 tháng 3 năm 1918. Thắng to thế nhưng Ludendorff không thể nào xoay chuyển tình thế nghiêng về có lợi cho Đức, và kịch bản tương tự cũng đến với Chiến dịch thứ hai của ông - Chiến dịch Georgette vào tháng 4 năm ấy, trong Chiến dịch này quân ông thắng lớn về mặt chiến thuật nhưng không đạt được mục tiêu của mình. Sau thất bại Georette, ông lại mở Chiến dịch Blücher vào tháng 5 năm 1918, đánh cho quân Pháp tan tành nhưng cũng thất bại về mặt chiến lược.
Foch đã giữ cho quân Hiệp Ước cầm cự được đến khi quân Mỹ đổ bộ rất nhiều lên đất Pháp. Vào ngày 15 tháng 7, Ludendorff mở Chiến dịch tiến công sau cùng của ông - đó chính là trận sông Marne lần thứ hai. Tuy chiếm được thêm đất đai nhưng cuộc tiến công này là một thất bại. Quân lực Đức sau nhiều đợt tấn công đã suy kiệt nặng nề. Foch đã lường trước cuộc tiến công này và ông đã chuẩn bị phản kích ngay từ đầu. Quả nhiên, vào ngày 18 tháng 7 năm 1918, liên quân Pháp - Mỹ phản công, quân Đức đại bại. Liên quân Pháp - Mỹ toàn thắng vào ngày 3 tháng 8 năm ấy, dẫu cho người Đức nói chung là đã trốn khỏi được sử hủy diệt hoàn toàn.